# Aljakszandr Anatolevics Pavlovszki
Aljakszandr Anatolevics Pavlovszki (belaruszul: Аляксандр Анатолевіч Паўлоўскі, oroszul: Александр Анатольевич Павловский, Alekszandr Anatoljevics Pavlovszkij) (Minszk, 1936. július 14. – ?, 1977. július 4.) szovjet színekben olimpiai és világbajnoki bronzérmes belarusz párbajtőrvívó.